# Saint-Marcel (Indre)
Saint-Marcel ist eine französische Gemeinde mit 1510 Einwohnern (Stand 1. Januar 2022) im Département Indre in der Region Centre-Val de Loire; sie gehört zum Arrondissement Châteauroux und zum Kanton Argenton-sur-Creuse.
Nachbargemeinden von Saint-Marcel sind Le Pont-Chrétien-Chabenet im Norden, Tendu im Nordosten, Le Pêchereau im Südosten, Argenton-sur-Creuse im Süden und Thenay im Westen.

## Bevölkerungsentwicklung
| Jahr      | 1962 | 1968 | 1975 | 1982 | 1990 | 1999 | 2007 | 2018 |
| Einwohner | 1795 | 1668 | 1591 | 1683 | 1687 | 1641 | 1638 | 1506 |

## Sehenswürdigkeiten
- Argentomagus (gallisches und römisches Oppidum) mit:

- Musée Argentomagus
- gallo-römischer Brunnen (1. Jahrhundert)
- Haus des Quintus Sergius Macrinus
- römisches Theater (1. Jahrhundert)

- Romanische Kirche (11./12. Jahrhundert) mit einer Krypta aus dem 8. Jahrhundert
- Priorat (12. Jahrhundert)
- Krypta des ehemaligen Hôtel-Dieu
- Kapelle Saint-Vincent (15./16. Jahrhundert)
- Kapelle Saint-Marcel et Saint-Anasthase (15./16. Jahrhundert)
- Kapelle Saint-Martin (12. Jahrhundert)
- Porte de Lorette (12. Jahrhundert)
- Auberge Notre-Dame-de Lorette (13. Jahrhundert)

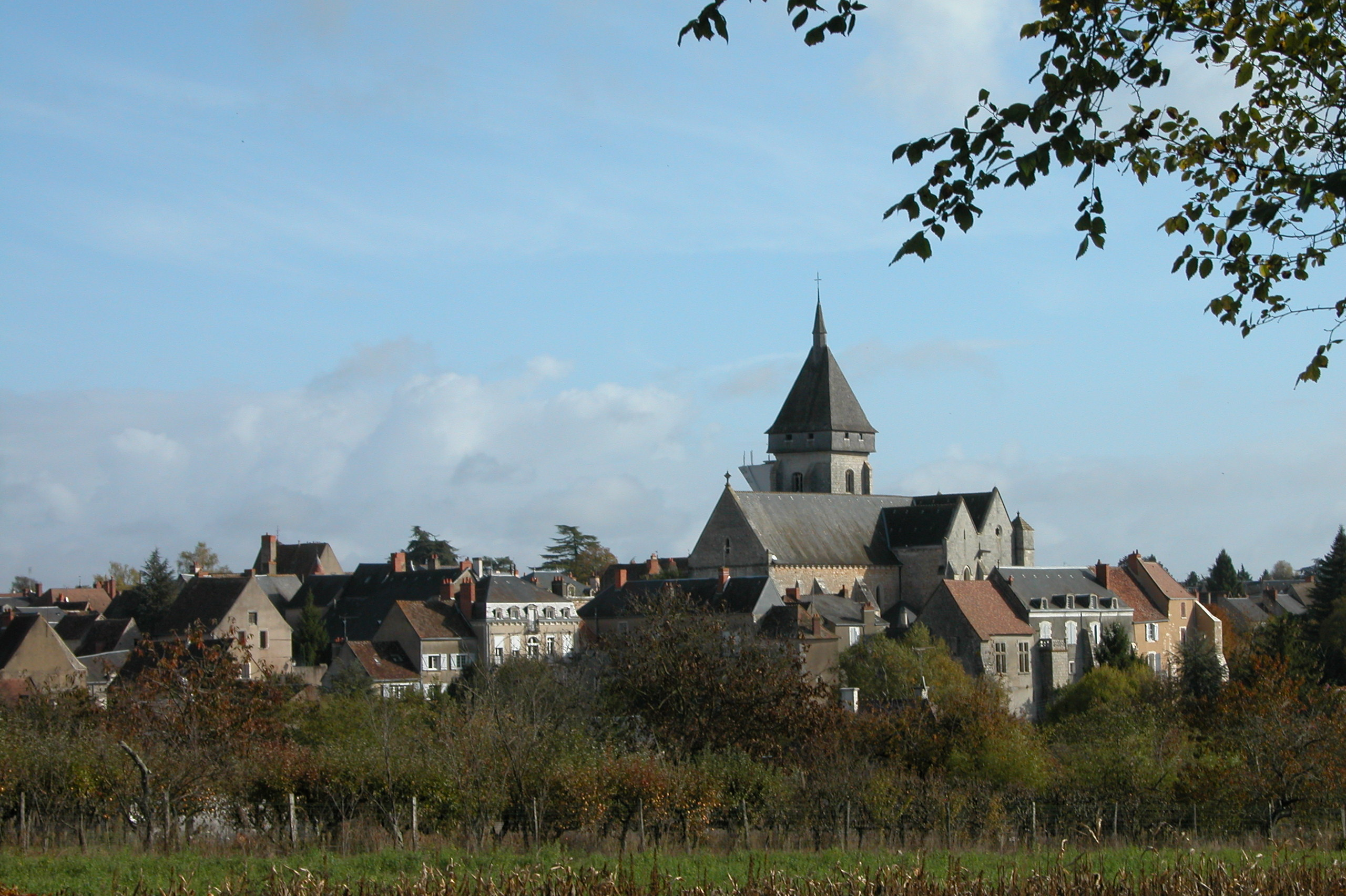
Saint-Marcel
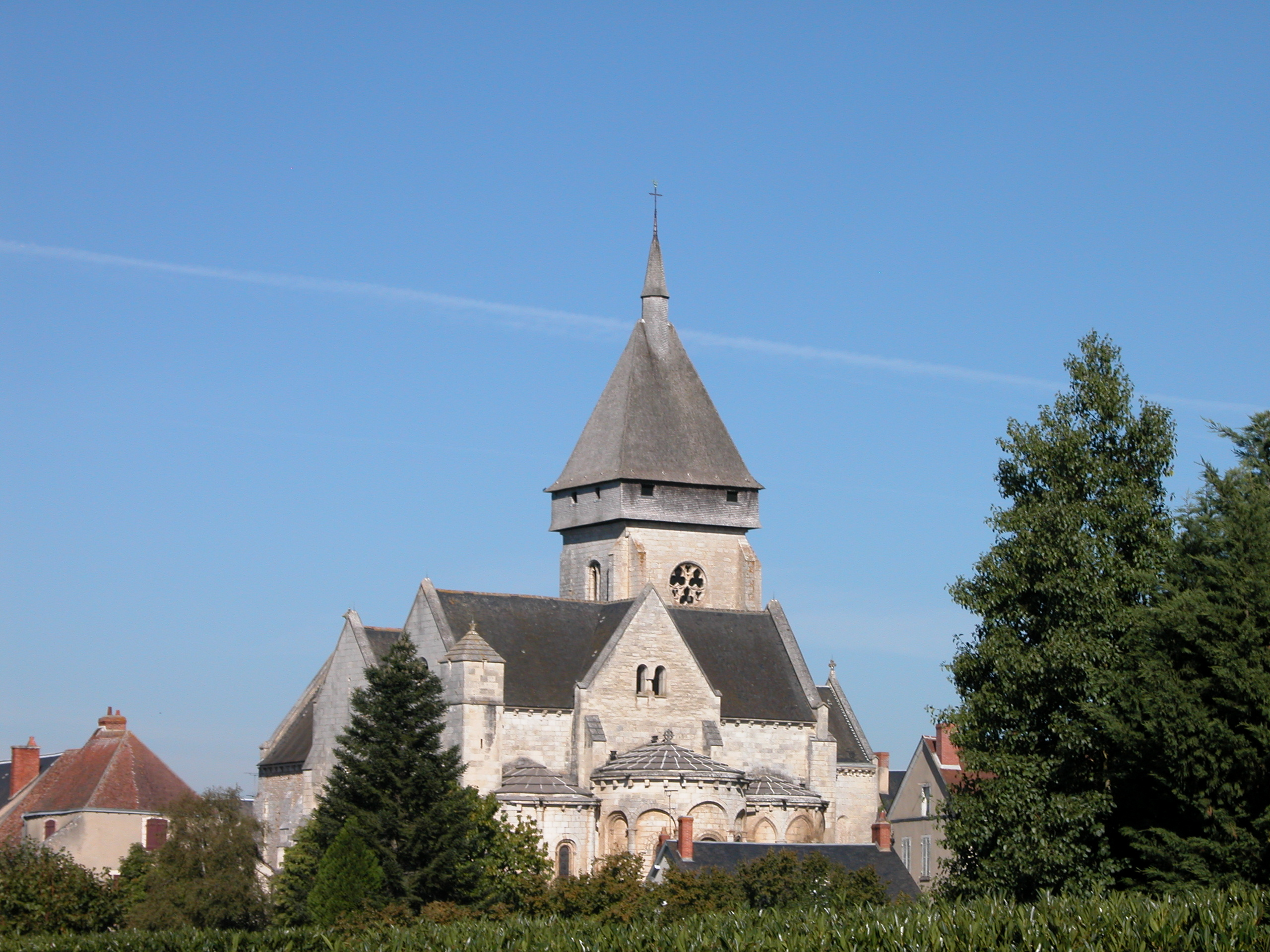
Pfarrkirche
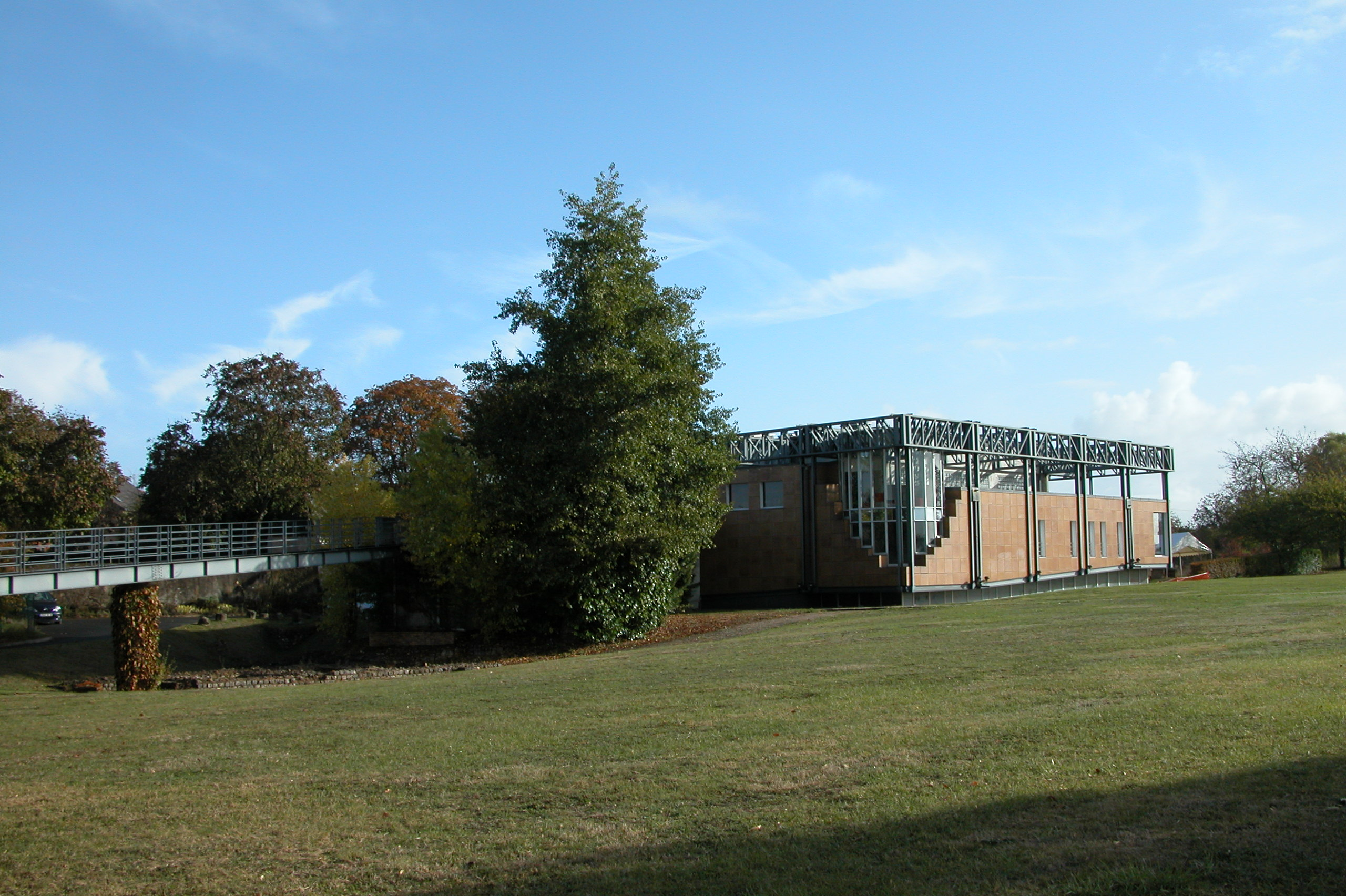
Musée Argentomagus
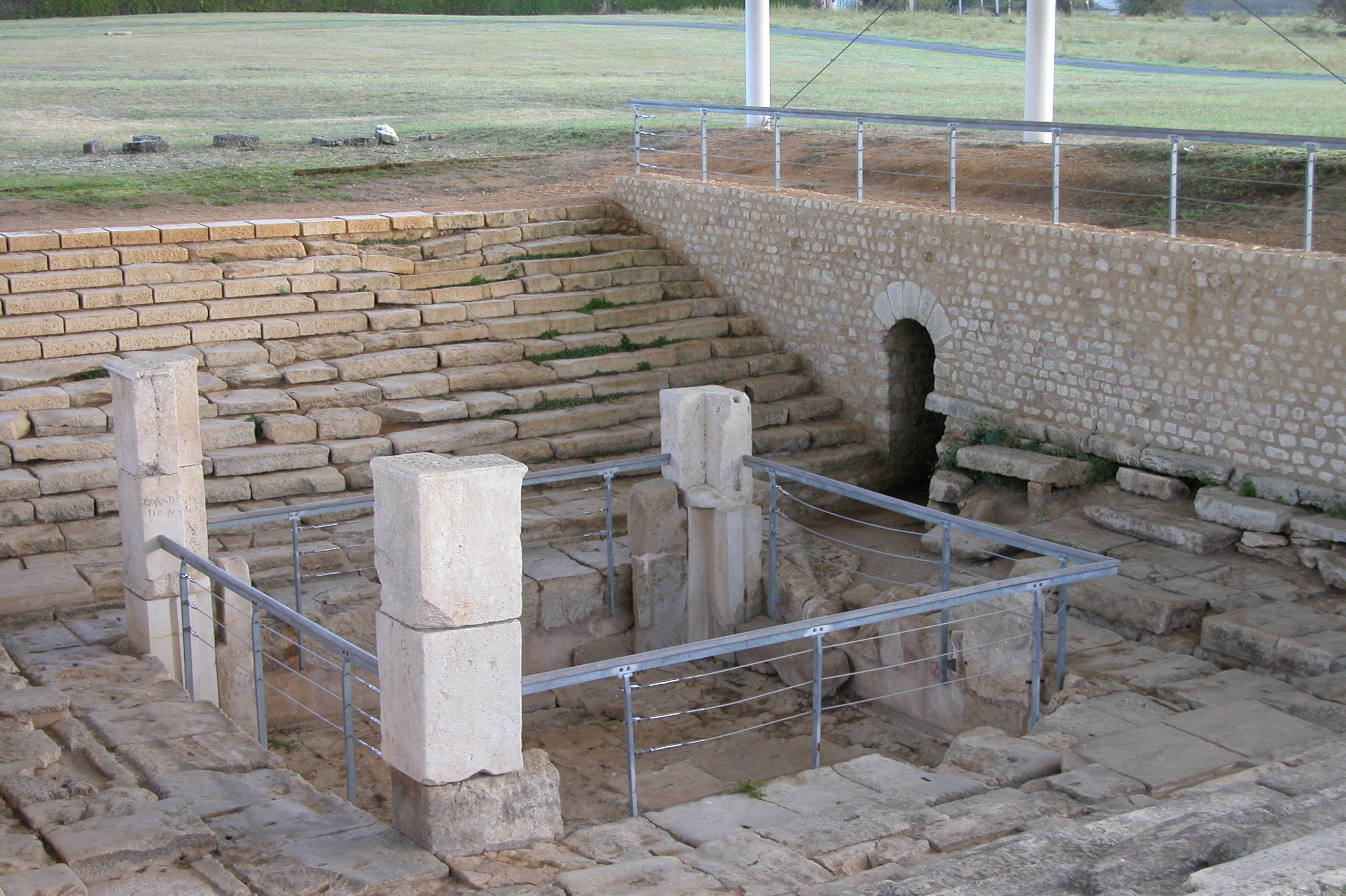
Gallo-römischer Brunnen
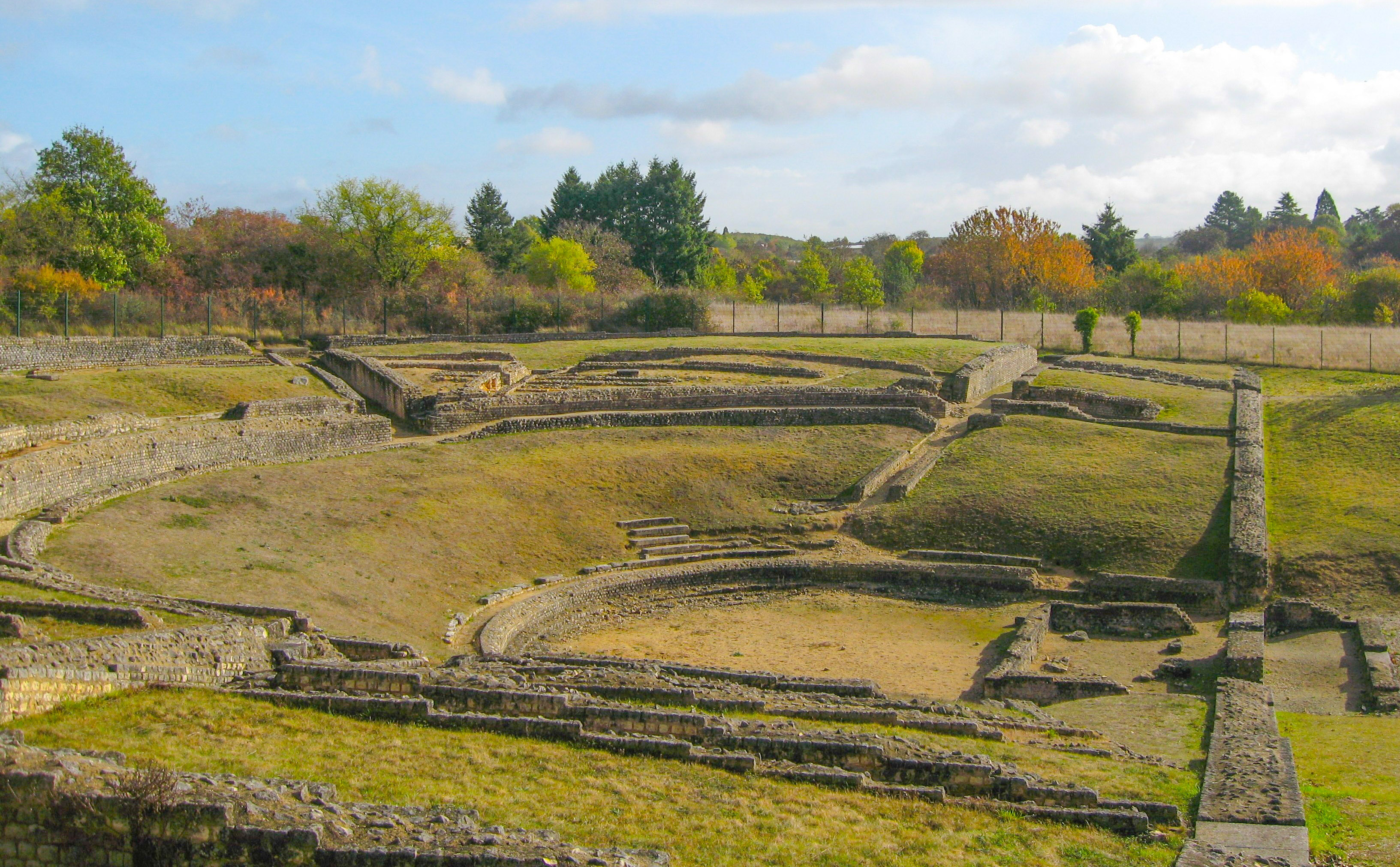
Römisches Theater